# Isaac Stephenson

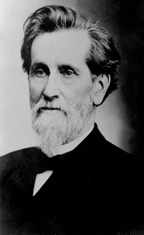
Isaac Stephenson

Isaac Stephenson, född 18 juni 1829 i Yorkton, New Brunswick, död 15 mars 1918 i Marinette, Wisconsin, var en kanadensisk-amerikansk politiker och affärsman. Han representerade delstaten Wisconsin i båda kamrarna av USA:s kongress, först i representanthuset 1883–1889 och sedan i senaten 1907–1915.
Stephenson var ursprungligen från York County, New Brunswick. Han flyttade 1858 till Wisconsin och gick in i timmerbranschen. Han var mycket framgångsrik i sina affärer och blev också senare känd som finansman. Han var en stor jord- och fastighetsägare i området kring Stora sjöarna.
Stephenson var ledamot av Wisconsin State Assembly, underhuset i delstatens lagstiftande församling, 1866 och 1868. Han blev 1882 invald i USA:s kongress som republikanernas kandidat. Han omvaldes tre gånger.
Senator John Coit Spooner avgick 1907 och Stephenson utnämndes till hans efterträdare i senaten. Stephenson omvaldes 1909 till en hel mandatperiod. Han efterträddes 1915 av demokraten Paul O. Husting.
Stephensons grav finns på Forest Home Cemetery i Marinette.